# Sekvele
Sekvele (latin: Sequela, plural latin: Sequelae) är ett kroniskt tillstånd som blivit ett patologiskt resttillstånd  av sjukdom, skada eller trauma. Sekvelae kan även vara en bieffekt av behandling.
Ett exempel är posttraumatiskt stressyndrom som följd av psykologiskt trauma.
Ett ofta förekommande sekvele är mental trötthet, det vill säga en extrem uttröttbarhet och energilöshet, som ofta blir ett resttillstånd  efter skallskador, hjärnskakningar, stroke, meningit, encefalit, hjärntumörer och andra inflammatoriska sjukdomar.